# Рельєф Полтавської області

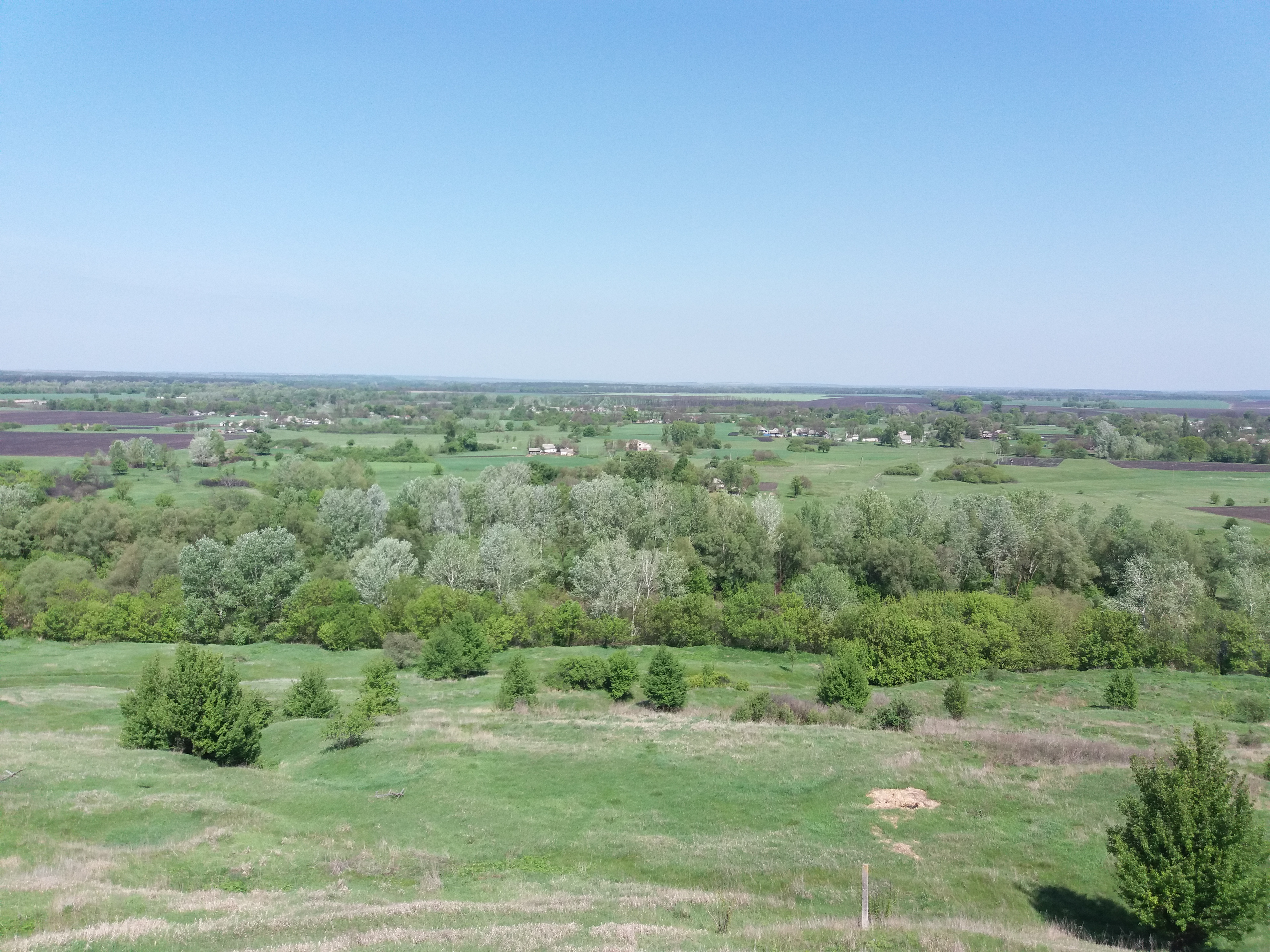
Придніпровська низовина

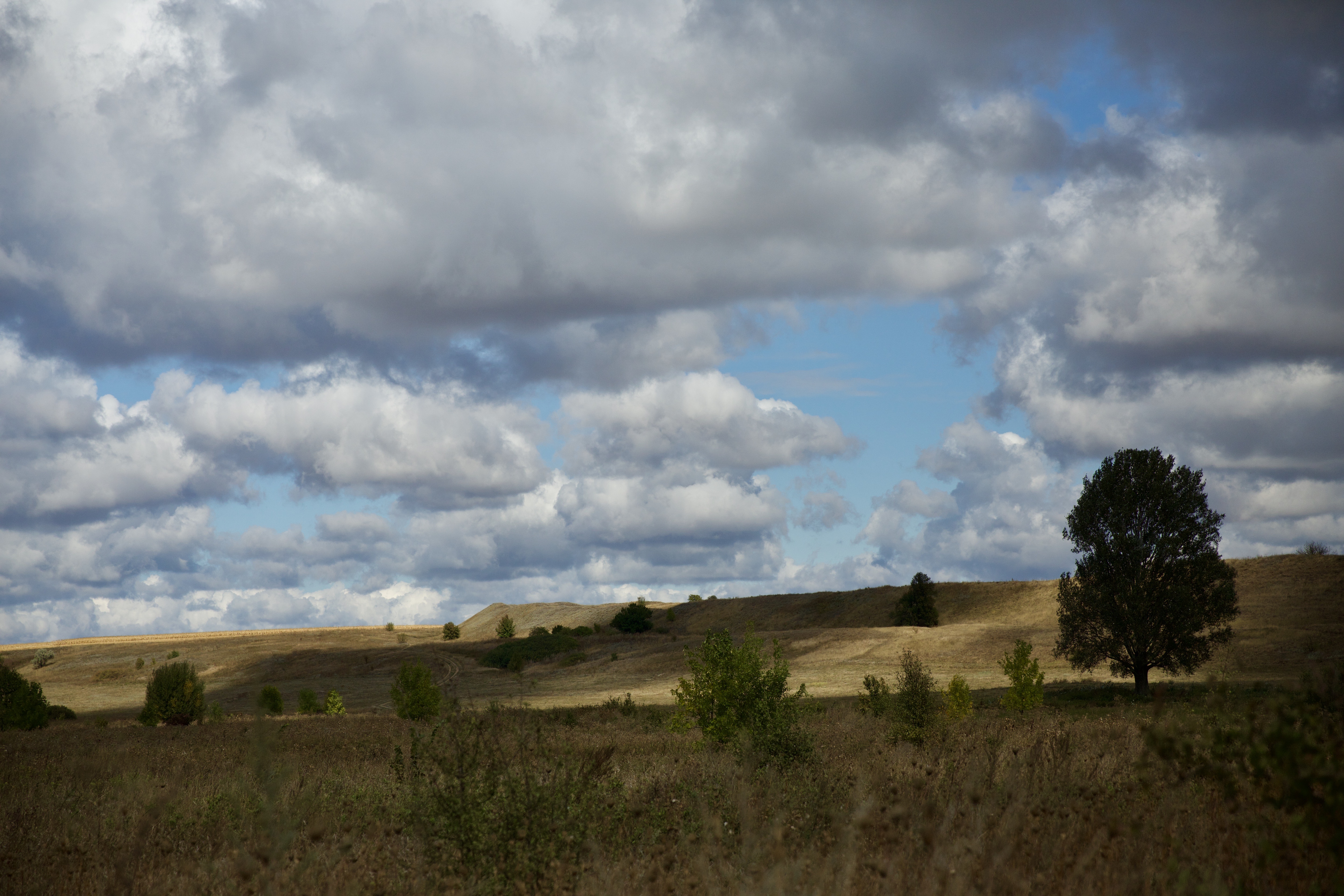
Полтавська рівнина

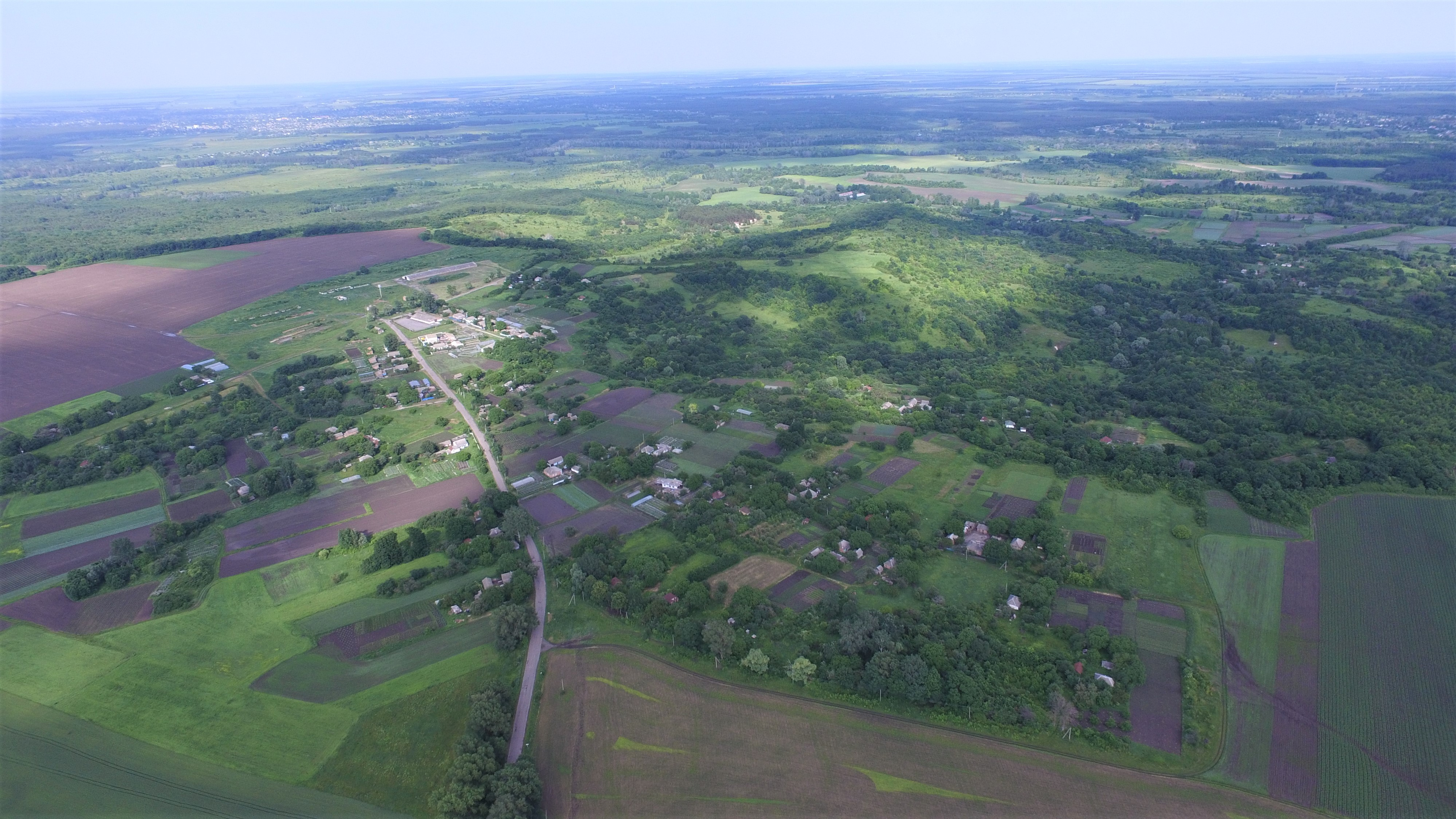
Придніпровська низовина з висоти пташиного польоту

Рельєф Полтавської області рівнинний. Територія області розташована на Східноєвропейській рівнині, на її менших складових ― Придніпровській низовині, Полтавській рівнині та Придніпровській височині. 

## Характеристика рельєфу
Майже цілком територія Полтавської області розташована у межах Придніпровської низовини, а невелика ділянка, площею близько 150 км², ― в межах Придніпровської височини. Територія області має нахил з північного сходу на південний захід і південь (~1 м/км), в бік Дніпра.  Середня висота області становить 110 метрів над рівнем моря. Максимальна висота Полтавщини ― Деївська гора має позначку 204,4 м та розташована на правому березі Дніпра на Придніпровській височині поблизу Кременчука. Мінімальна висота області – 64 м над рівнем моря, уріз води Кам’янського водосховища.
Висоти від 64 до 100 м на території Полтавщини домінують, вони займають 47% поверхні, а висоти від 150 до 200 має тільки біля 14% території.
Полтавська область розташована на двох частинах Придніпровської низовини: Придніпровській терасовій низовині та Полтавській рівнині. Полтавська рівнина має середні висоти по області від 140 до 202 м  та розташована на північному заході в напрямку північний захід-південний схід. Полтавська рівнина поділена на частини широкими і глибокими долинами річок Сула, Псел, Ворскла та їх притоками. Добре розвинуті долини цих річок у поєднанні з глибокими балками обумовлюють характерні риси долинно-балкового рельєфу області.

## Тектонічні фактори
Рівнинність території обумовлена неотектонічними рухами  та майже горизонтальним заляганням пластів осадових порід Дніпровсько-Донецької тектонічної западини.  Центральна частина Дніпровсько-Донецької западини почала формуватися на початку герцинського геотектонічного циклу.
Сучасні тектонічні підняття найбільш інтенсивні в районі м. Кременчука. Вони становлять до +8…10 мм на рік., у Полтаві  + 3…5 мм на рік. Упродовж неотектонічного етапу русло давнішнього Дніпра поступово просувалось на південний захід. Внаслідок таких рухів було сформовано дві давні неогенові тераси, які утворюють Полтавську рівнину й молоду частину Придніпровської низовини, що біля Дніпра.
В осадовому чохлі Дніпровсько-Донецької западини на території області  виділяється близько 30 куполоподібних підняттів, в структурі яких залягають поклади кам’яної солі. Ці геологічні структури називають “соляними куполами”.  Найбільші з них є Висачківський горб, Солохо-Диканське, Глинсько-Розбишівське, Більське, Новосанжарське, Радченківське. Під соляними куполами, як правило, знаходяться родовища нафти й природного газу.  

## Геоморфологічна будова
На території Полтавської області сформовані терасовані алювіальні річкові долини Дніпра та його приток. Вони мають по чотири надзаплавні тераси й сучасну заплаву. Ширина долини Дніпра простирається  до 25 км, долини Псла, Ворскли, Сули мають ширину від 10 до 15 км. Перша надзаплавна тераса річок Полтавщини складена піщаними й супіщаними відкладами палеогену. На ній зустрічаються еолові форми рельєфу – пологі пагорби. Найбільші ділянки з ними розташовані в нижній течії Ворскли та Сули, лівій заплаві Дніпра.
Решта території області має розчленовані лесові денудаційно-акумулятивні височини. На них створена густа яружно-балкова сітка.  Балки і яри особливо сильно розвинуті на правому березі долин річок.
Також на правому березі річок найбільше відбуваються зсуви.  Утворення зсувів спостерігається й на березі водосховища.
Четвертинне зледеніння охоплювало половину території сучасної Полтавської області. Льодовик рухався по долині Дніпра та покривав річки Псел, Сулу та долину нижньої течії Ворскли. Внаслідок цього на ділянках вододілу виникли прохідні долини, які зараз можна спостерігати на Полтавській рівнині.
На плоских вододільних ділянках на лесоподібних суглинках поширені карстові процеси. Полтавська область має велику кількість подів.

## Дивись також
- Пивиха